# Glorious (Schiff)
HMS Glorious (englisch für „ruhmreich“) war ein Kriegsschiff der Royal Navy. Es wurde während des Ersten Weltkriegs als „Großer Leichter Kreuzer“ auf Initiative von Admiral John Fisher gebaut, ebenso wie ihr Schwesterschiff Courageous und das Halbschwesterschiff Furious. Heute wird sie meistens als Schlachtkreuzer bezeichnet.
Ursprünglich wurden die drei Schiffe als Unterstützungskräfte für Operationen in den seichten Gewässern der Ostsee konzipiert, kamen aber in diesem Rahmen nie zum Einsatz. Die Glorious wurde nach dem Ersten Weltkrieg in einen Flugzeugträger der Courageous-Klasse umgebaut. Am 8. Juni 1940 wurde sie bei der Evakuierung britischer Truppen aus Norwegen durch Beschuss der deutschen Schlachtschiffe Scharnhorst und Gneisenau versenkt. Dabei kamen 1519 Menschen ums Leben.

## Entstehung
Die Glorious wurde bei Harland & Wolff in Belfast, Irland, gebaut. Der Entwurf sah einen leichten Schlachtkreuzer vor. Sie wurde mit ihren 38,1-cm-Kanonen (15 Zoll) und ihrer leichten Panzerung von der Royal Navy dann als Großer Leichter Kreuzer klassifiziert. Sie wurde am 1. Mai 1915 auf Kiel gelegt und am 20. April 1916 vom Stapel gelassen. Die Glorious wurde im Oktober 1916 fertiggestellt und nach der Einfahrzeit sowie obligatorischen Ausbildung im Januar 1917 in den aktiven Dienst übernommen. Die Baukosten beliefen sich auf 2.119.065 britische Pfund Sterling.
Die Maschinenanlage basierte auf der Getriebeteturbinen-Anlage der Leichten Kreuzer der C-Klasse, war aber entsprechend der Größe des Schiffes um zwei Turbinensätze verdoppelt worden. Während eines Tests im Jahr 1917 gelang es der Glorious, aus voller Fahrt einen Torpedo aus einem ihrer Unterwasserrohre abzuschießen. Bisher war ein solches Unterfangen nicht möglich gewesen, denn die Höchstgeschwindigkeit für Torpedoabschüsse lag bislang bei maximal 23 Knoten, da der höhere Wasserdruck große Schadensrisiken beim Abschuss barg. Die Sekundärwaffen des Kreuzers waren neuartige 10,2-cm-Kanonen (4 Zoll) in Dreifachlafetten, die eine hohe Feuerrate gegen Torpedoboote und andere kleinere Ziele erreichen sollten. Es stellte sich jedoch heraus, dass sich die Ladeschützen der Kanonen gegenseitig behinderten und somit ein geringerer Salventakt als bei drei einzelnen Geschützen erreicht wurde. Die Glorious war interessanterweise bei voller Beladung 1½ Knoten schneller als bei normaler Beladung. Wegen ihrer leichten Bauweise und einiger Fehler, die sie häufig ins Dock zu Reparaturarbeiten zwangen, wurde sie scherzhaft Uproarious (englisch etwa für: „aufrührerisch“, „tobend“, „lärmend“) genannt.

## Erster Weltkrieg

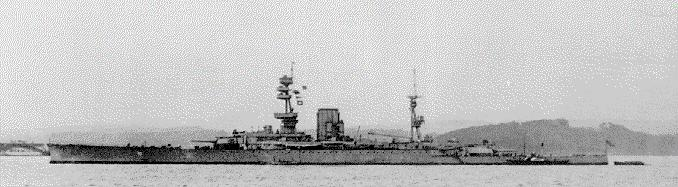
Die Glorious als Großer Leichter Kreuzer

Als das Schiff in den aktiven Dienst überging, war es das Flaggschiff der 3rd Light Cruiser Squadron und später der „1st Light Cruiser Squadron“ (des 1. und 3. leichten Kreuzergeschwaders). Am 17. November 1917 traf es zusammen mit der Courageous und der Repulse in der Helgoländer Bucht auf deutsche Kräfte, im darauf folgenden Seegefecht erlitt sie jedoch keine Schäden. 1918 wurden kurze Abflugrampen für Flugzeuge auf den beiden Geschütztürmen installiert. Am 21. November 1918 war es bei der Aufnahme der laut Waffenstillstandsabkommen zu internierenden Schiffe der deutschen Hochseeflotte durch die Grand Fleet anwesend.
1919 wurde die Glorious in die „Gunnery School“ (Artillerieschule der Marine) in Devonport verlegt und als Trainingsschiff eingesetzt. Später wurde es das Flaggschiff der Reserveflotte.

## Umbau zum Flugzeugträger

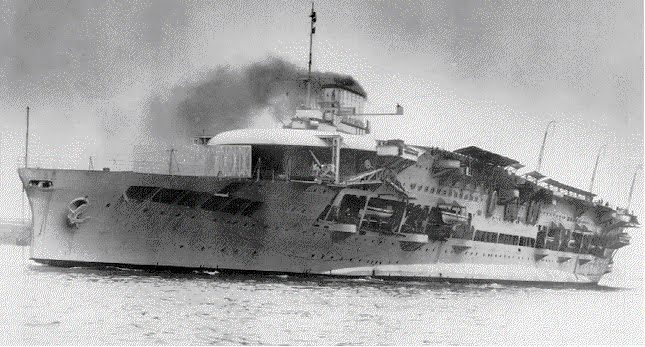
1930 als Flugzeugträger

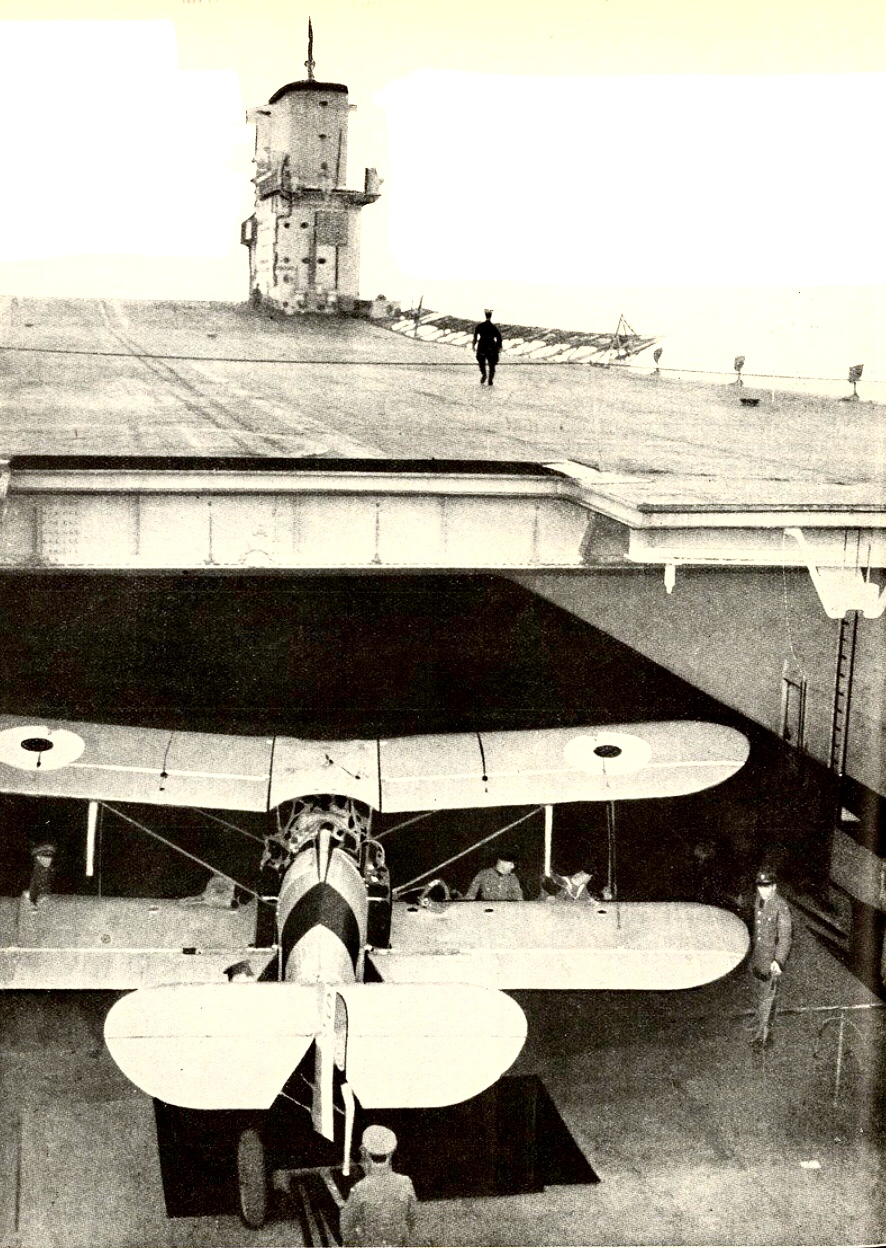
HMS Glorious

Als das Washingtoner Flottenabkommen 1922 unterzeichnet wurde, blockierte die Glorious als Großkampfschiff zu viel Tonnage, also wurde entschieden, sie zu einem Flugzeugträger umzubauen. Die Kombination aus großem Schiffsrumpf, hoher Geschwindigkeit und dem Originalentwurf als Kreuzer machten sie zum idealen Kandidaten für den Umbau. Der Umbau begann zunächst in Rosyth, aber als die Werft dort 1929 schließen musste, wurde das Schiff zur Fertigstellung nach Devonport gebracht. Die beiden entfernten Kanonentürme wurden später als Turm A und B auf der Vanguard installiert. Der Eingriff schlug im Verteidigungshaushalt mit insgesamt 2.137.374 Pfund Sterling zu Buche. Die baulichen Änderungen begannen 1924 und fanden knapp sechs Jahre später ihren Abschluss, als das Schiff am 10. März 1930 wieder in Dienst gestellt wurde.
Nach Beendigung der Arbeiten hatte die Glorious zwei Flugdecks: das Hauptdeck oben und am Bug ein tiefer gelegenes, kleineres Abflugdeck. Während der Überarbeitungsmaßnahmen von 1935 bis 1936 wurden auf dem kleineren, vorderen Flugdeck Flugabwehrkanonen und zwei Flugzeugkatapulte für Flugzeuge von bis zu 10.000 Pfund Gewicht angebracht. Die Glorious besaß Hangars auf zwei Ebenen, beide waren ca. 168 m (550 Fuß) lang und 7,3 m (24 Fuß) hoch. Die Tragfähigkeit lag bei etwa 48 Flugzeugen. Bei ihrer Wiederindienststellung trug sie Flugzeuge vom Typ Fairey Flycatcher, Blackburn Ripon und Fairey III, später wurde auf die Fairey Swordfish und die Gloster Gladiator umgerüstet. Die Glorious unterschied sich von ihrem Schwesterschiff Courageous durch ein längeres Ende des Flugdecks am Heck und einen anderen Mast.

## Zweiter Weltkrieg
Nach Ausbruch des Zweiten Weltkriegs diente die Glorious zeitweilig in der Mittelmeerflotte. Im Oktober 1939 erreichte sie nach der Durchquerung des Suezkanals den Indischen Ozean und unterstützte die Kampfgruppe, die auf der Suche nach dem deutschen Panzerschiff Admiral Graf Spee war. Nach dem Beginn der Invasion Norwegens im April 1940 wurde sie zurückbeordert, und am 23. April erreichte sie zusammen mit der Ark Royal Großbritannien, um am nächsten Tag in Richtung Norwegen aufzubrechen. Dort führte sie durch ihre Flugzeuge eine Reihe von Angriffen auf deutsche Stellungen durch. Am 1. Mai, nach einigen Tagen der Abwesenheit zum Auftanken in Großbritannien, kehrte sie zurück und fuhr mit ihren Angriffen fort. Sie brachte einige Gloster Gladiators mit, die von einem gefrorenen See aus operieren sollten, aber schnell von den Deutschen zerstört wurden. Am 28. Mai brachte die Glorious eine Staffel Hawker Hurricanes nach Bardufoss, um die Evakuierung zu schützen. Auf dieser Fahrt musste sie ohne Geleitschutz auskommen, da keine Zerstörer verfügbar waren. Beginnend am 5. Juni 1940, nahm sie an der Operation Alphabet, der Evakuierung alliierter Truppen aus Norwegen, teil. Drei Tage zuvor hatten ihre Flugzeuge bereits die Evakuierungen in Narvik unterstützt.
Am 8. Juni nahm die Glorious unter Kapitän Guy D’Oyly-Hughes, der U-Boot-Spezialist war und nur zehn Monate Erfahrung auf Flugzeugträgern hatte, zehn Gloster Gladiators und acht Hawker Hurricanes auf. Es war das erste Mal, dass moderne Flugzeuge ohne Fanghaken auf einem Flugzeugträger landeten. Diese Flugzeuge waren aus Norwegen abgezogen worden, um der Erbeutung oder Zerstörung zu entgehen. Das Schiff verließ danach einen größeren Konvoi, um selbständig zu operieren. Während sie mit ihren beiden Begleitzerstörern Acasta und Ardent im Europäischen Nordmeer unterwegs war, wurde der Flottenverband von den beiden deutschen Schlachtschiffen Scharnhorst und Gneisenau abgefangen.

## Versenkung
Es kam zu einem 70-minütigem Kampf ungefähr 315 Kilometer vor Harstad. Die Briten entdeckten die deutschen Schiffe kurz nach 16:00 Uhr, und die Ardent wurde zur Erkundung entsandt. Glorious änderte weder den Kurs noch erhöhte sie die Geschwindigkeit. Fünf Fairey Swordfish wurden auf das Flugdeck beordert, und um 16:20 Uhr wurde Einsatzbereitschaft angeordnet. Es wurde keine Luftkampfpatrouille geflogen, kein Flugzeug war auf dem Deck zum schnellen Start bereit und es gab keinen Ausguck im Krähennest der Glorious. Scharnhorst eröffnete um 16:27 Uhr das Feuer auf Ardent in einer Entfernung von 15.000 m, woraufhin sich der Zerstörer zurückzog, Torpedos abfeuerte und eine Rauchwand bildete. Ardent erzielte mit ihren 4,7-Zoll-Kanonen einen Treffer auf Scharnhorst, wurde aber mehrfach von der Sekundärbewaffnung der deutschen Schiffe getroffen und sank um 17:25 Uhr.
Die Scharnhorst stellte ihr Feuer um 16:32 Uhr auf die Glorious um und erzielte sechs Minuten später mit ihrer dritten Salve bei einer Entfernung von 24.000 m ihren ersten Treffer, als eine 28,3-Zentimeter-Granate das vordere Flugdeck traf und im oberen Hangar explodierte, wodurch ein großes Feuer ausgelöst wurde. Dieser Treffer zerstörte zwei Swordfishs, die für den Flug vorbereitet wurden, und das Loch im Flugdeck verhinderte, dass weitere Flugzeuge starten konnten. Splitter durchschlugen ein Kesselgehäuse und verursachten einen vorübergehenden Dampfdruckabfall. Um 16:58 Uhr traf eine zweite Granate das Zielsuchgerät über der Brücke und tötete oder verwundete den Kapitän und die meisten der dort stationierten Soldaten. Der Rauchschutz der Ardent war so wirksam, dass die Sicht der Deutschen von etwa 16:58 bis 17:20 Uhr beeinträchtigt wurde, so dass sie das Feuer auf die Glorious einstellten. Die Glorious wurde um 17:20 Uhr erneut im mittleren Maschinenraum getroffen, was dazu führte, dass sie an Geschwindigkeit verlor und langsam nach Backbord kreiste. Außerdem entwickelte sie eine Schlagseite nach Steuerbord. Die deutschen Schiffe kamen bis auf 16.000 Meter heran und feuerten bis 17:40 Uhr auf das Schiff. Die Glorious sank um 18:10 Uhr. Als sich die deutschen Schiffe der Glorious näherten, durchbrach die Acasta, die versucht hatte, den Rauchschirm aufrechtzuerhalten, ihren eigenen Rauch und feuerte zwei Torpedosalven auf Scharnhorst ab. Eine davon traf das Schlachtschiff um 17:34 Uhr neben dem hinteren Geschützturm und beschädigte es schwer. Die Acasta erzielte mit ihren 4,7-Zoll-Kanonen ebenfalls einen Treffer auf der Scharnhorst, wurde aber von deutschem Geschützfeuer durchlöchert und sank um 18:20 Uhr.
1519 Mann fanden den Tod, lediglich 40 Seeleute überlebten. Überlebende schätzten, dass etwa 900 Mann die Glorious vor dem Sinken verließen. Die deutschen Schiffe hatten selbst schwere Schäden erlitten und zogen sich in Unkenntnis der Tatsache, dass die alliierten Schiffe keinen Kontakt zur Glorious hatten, überstürzt zurück und versuchten nicht, Überlebende aufzusammeln. Die Royal Navy wusste unterdessen nichts von dem Untergang, bis er über den deutschen Rundfunk bekannt gegeben wurde. Das norwegische Schiff Borgund, das sich auf dem Weg zu den Färöer-Inseln befand, traf am späten 10. Juni ein und sammelte 35 Überlebende ein, von denen zwei später starben. Ein anderes norwegisches Schiff, die Svalbard II, die ebenfalls auf dem Weg zu den Färöern war, nahm fünf Überlebende auf, wurde jedoch von einem deutschen Flugzeug gesichtet und zur Rückkehr nach Norwegen gezwungen, wo die vier Überlebenden für die nächsten fünf Jahre in Kriegsgefangenschaft gerieten. Es wird auch vermutet, dass ein weiterer Überlebender der Glorious von einem deutschen Wasserflugzeug gerettet wurde. Die Gesamtzahl der Überlebenden belief sich also auf 40 oder 41, darunter je einer von der Acasta und der Ardent. Allerdings bewahrte die britische Kampfgruppe durch ihren Kampf den damals nur 100 Seemeilen nördlich stehenden, schwach gesicherten Räumungskonvoi aus Narvik vor einer Katastrophe und ließ ihn unentdeckt entkommen.
Die Scharnhorst wurde während des Kampfes durch einen Torpedotreffer der sinkenden Acasta schwer beschädigt und ebenso wie die Gneisenau von einigen 12-cm-Granaten (4,7 Zoll) getroffen. Daraufhin mussten die beiden Großkampfschiffe zur Reparatur nach Trondheim zurückkehren. Der Evakuierungskonvoi durchquerte diese Gebiete sicher und kam ohne Verluste in seinem Bestimmungshafen an.

## Wissenswertes
- Die Versenkung der Glorious war Thema in der propagandistischen Deutschen Wochenschau vom 22. Juni 1940.[1]
- 1997 drehte Channel 4 aus Großbritannien einen Dokumentarfilm mit dem Titel The Tragedy of HMS Glorious (englisch für „Die Tragödie der HMS Glorious“), in dem auch ein überlebender Pilot der Royal Air Force interviewt wurde.